# NGC 1536
NGC 1536 is een balkspiraalstelsel in het sterrenbeeld Net. Het hemelobject werd op 4 december 1834 ontdekt door de Britse astronoom John Herschel.

## Synoniemen
- PGC 14620
- ESO 157-5
- AM 0409-563
- IRAS04099-5636